# Vitronaclia veronica
Vitronaclia veronica là một loài bướm đêm thuộc phân họ Arctiinae, họ Erebidae.